# Rupert von Plottnitz
Franz-Joseph Rupert Ottomar von Plottnitz-Stockhammer (Danzica, 4 luglio 1940) è un avvocato e politico tedesco, esponente del partito Alleanza 90/I Verdi.

## Biografia
Von Plottnitz appartiene alla famiglia aristocratica tedesca dei Plottnitz-Stockhammer. Dopo aver conseguito il diploma ha studiato legge all'università di Grenoble, all'università libera di Berlino e all'università Goethe di Francoforte. Dopo aver completato gli studi ha svolto il proprio tirocinio legale in Assia ed in Francia e nel 1969 ha iniziato la propria carriera di avvocato a Francoforte sul Meno. È stato uno dei membri del collegio difensivo del terrorista, membro della RAF, Jan-Carl Raspe nel corso del processo di Stammheim. Attualmente Plottnitz è membro associato di una società di avvocati avente sede a Francoforte. È inoltre membro del consiglio di consulenza di ATTAC e del consiglio dei fiduciari della fondazione medico international.
Ha fatto parte in gioventù della Lega tedesca degli studenti socialisti. In seguito è entrato nel partito Alleanza 90/I Verdi.
Plottnitz è stato dal 1983 al 1987 membro del consiglio della città di Francoforte sul Meno. Venne eletto nel Landtag dell'Assia nel 1987, dove ricoprì tra il 1991 al 1994 il ruolo di presidente del gruppo dei Verdi. In seguito alla sua nomina a ministro di Stato si dimise dalla posizione di membro del Landtag. Il 6 ottobre 1994 succedette al dimissionario Joschka Fischer nel ruolo di ministro dell'ambiente, dell'energia e degli affari federali dell'Assia, nel governo del Land guidato dal Ministerpräsident Hans Eichel, del quale assunse anche le funzioni di vice.
A partire dal 5 aprile 1995 Plottnitz ricoprì l'incarico di ministro della giustizia e degli affari europei del Land. In seguito alle elezioni regionali del 1999 che hanno visto la formazione della coalizione di governo cristiano-liberale con Roland Koch quale nuovo Ministerpräsident Plottnitz si dimise dai suoi incarichi il 7 aprile 1999. 
Tornò nuovamente a far parte del Landtag dell'Assia tra il 1999 ed il 2003 quale membro del gruppo dei Verdi.
Rupert von Plottnitz è stato membro della IX e della X Bundesversammlung.
È stato sino all'aprile del 2019 membro della corte costituzionale dell'Assia (Staatsgerichtshof des Landes Hessen).